# STANAG 4179

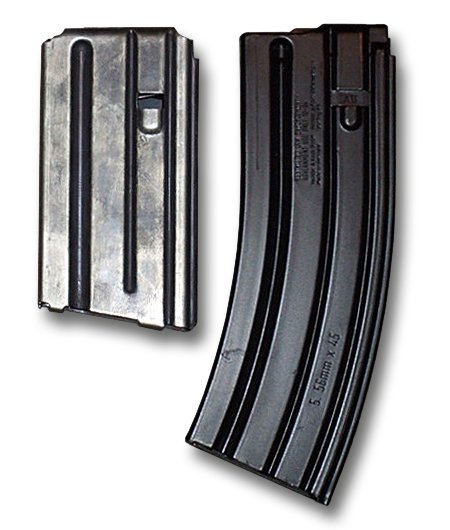
Два STANAG-сумісні магазина: на 20 набоїв виробництва Кольт та на 30 набоїв виробництва Heckler & Koch.

STANAG 4179 — проєкт угоди зі стандартизації НАТО STANAG за порядковим номером 4179. Проєкт визначає STANAG-сумісний магазин (англ. STANAG magazine) або натівський магазин — конструкція знімного магазина для стрілецької зброї, що була запропонована НАТО в жовтні 1980 року. Невдовзі після прийняття на озброєння гвинтівкових набоїв 5,56×45 мм НАТО був запропонований стандарт і для магазинів: Standardization Agreement (STANAG) 4179. Він мав сприяти взаємній сумісності між магазинами та набоями військових з різних країн-членів альянсу та розв'язати проблеми з логістикою. Для стандартизації був запропонований магазин для автоматичної гвинтівки М16. Попри те, що зброя розрахована на цей магазин здобула великого поширення серед країн-членів, стандарт так і не був затверджений.

## Місткість
Стандартна місткість STANAG-сумісного магазина становить 30 патронів 5,56×45 mm набоїв НАТО. Є також 20, 40 і 50-зарядні круглі магазини, а також 60-ти і 100-зарядні круглі магазини, 90-зарядні круглі барабанні магазини і 100-зарядні круглі сідло-барабанні магазини. [7]

## Питання покращення

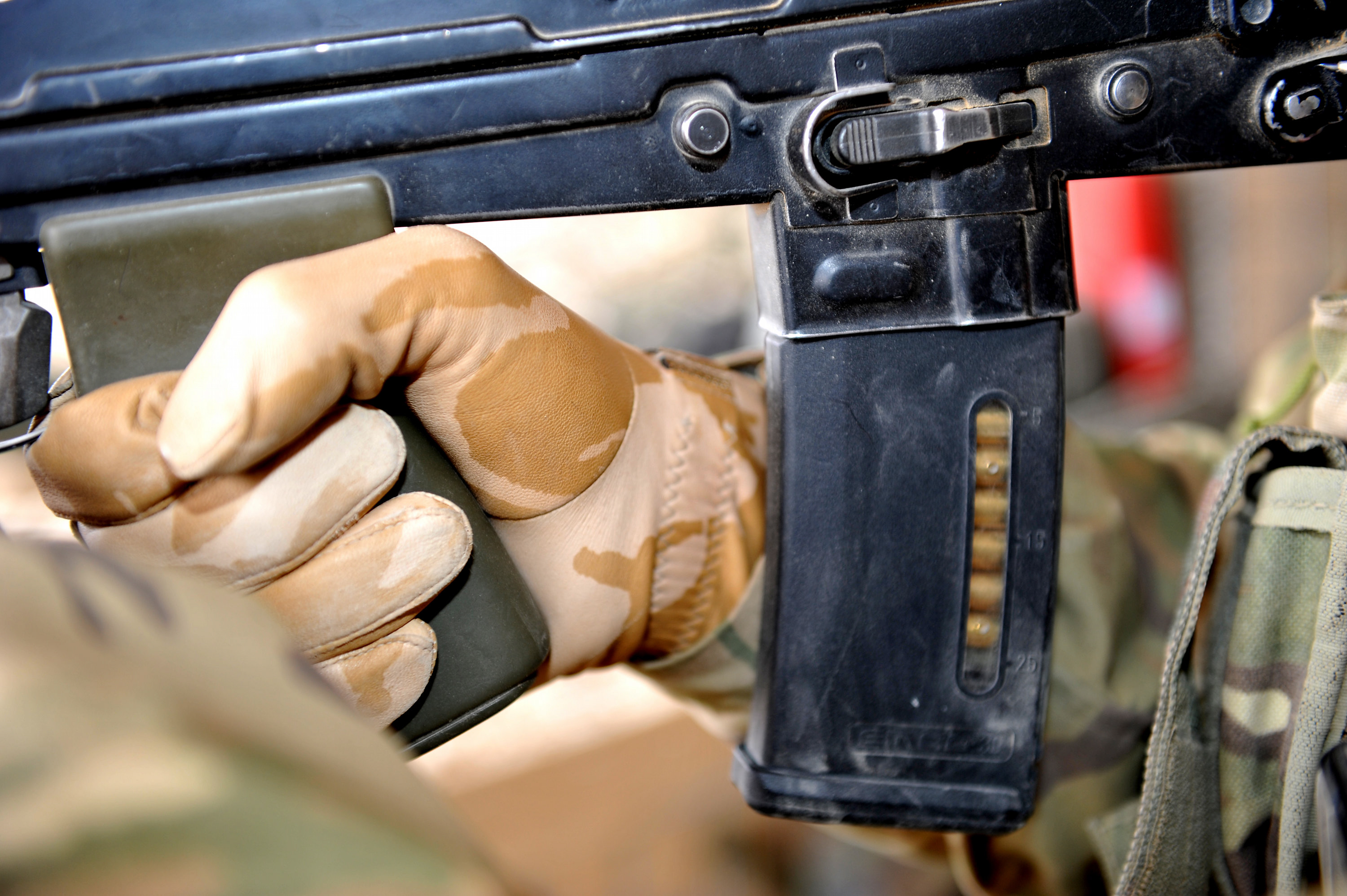
Пристебнутий до SA80 пластиковий магазин з віконцем Magpul EMAG.

STANAG магазин, є відносно компактним в порівнянні з іншими типами 5,56×45 mm коробчастих магазинів для набоїв НАТО, проте його часто критикують через передбачувану відсутність довговічності і схильністю до несправностей, якщо його не доглядати певним чином, що часто не можна собі дозволити в бойових умовах. Оскільки STANAG 4179 є лише розмірний стандарт, то якість продукції від виробника до виробника не є рівномірною. Магазини виготовляли з легкими алюмінієвими або пластмасовими корпусами чи іншими недорогими матеріалами для зменшення витрат, або для задоволення потреб, які розглядають магазин як одноразову частину обладнання.
У березні 2009 року американські військові почали приймати поставку вдосконалених магазинів STANAG. Для підвищення надійності, ці магазини обладнані важчими, більш стійкими до корозії пружинами і нові механізмами від перекосу. Крім того, багато комерційних виробників магазинів тепер пропонують поліпшені STANAG-сумісні магазини. Корпуси магазинів виготовляються з високоякісної нержавіючої сталі, стійкої до корозії хром-силіконових пружин та пристроїв запобіганню перекосу. Є також високонадійні полімерні магазини, деякі з віконцями, чи напівпрозорі.

## Галерея

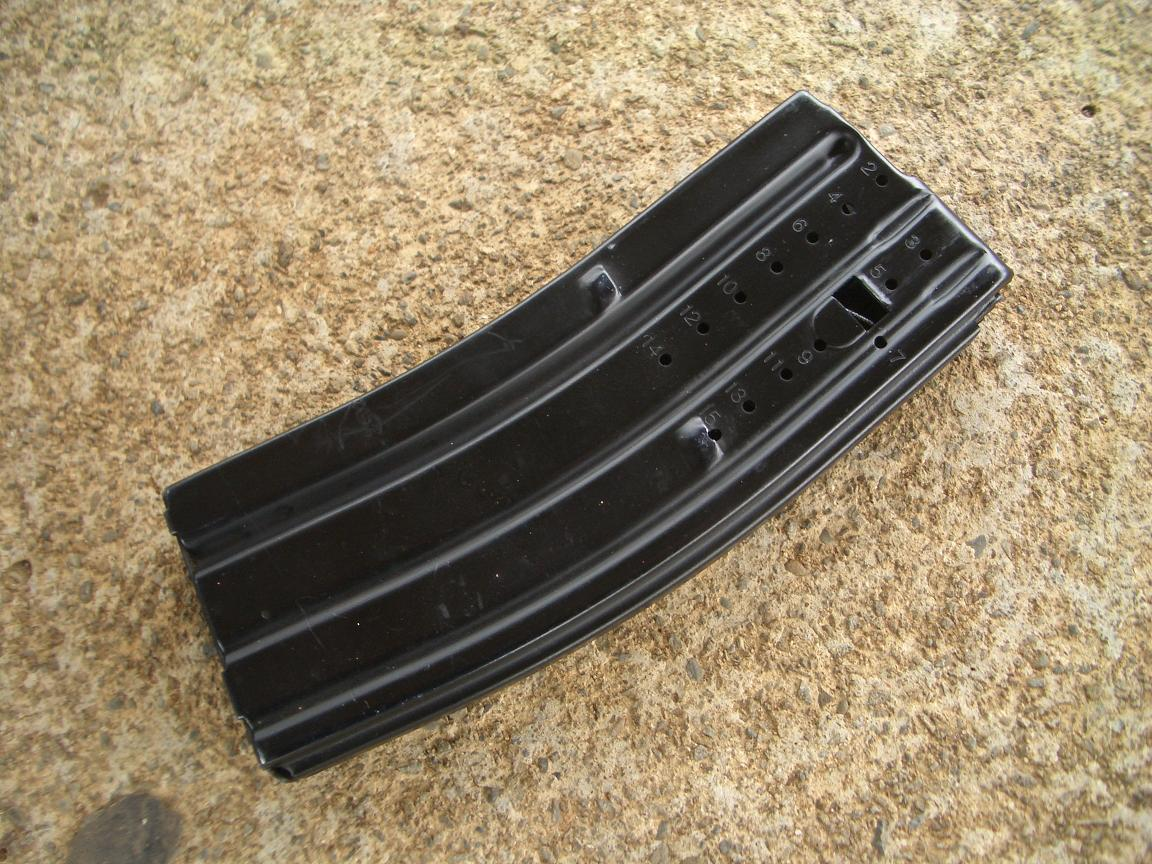
T91 30-ти зарядний STANAG-магазин із індикатором ємності
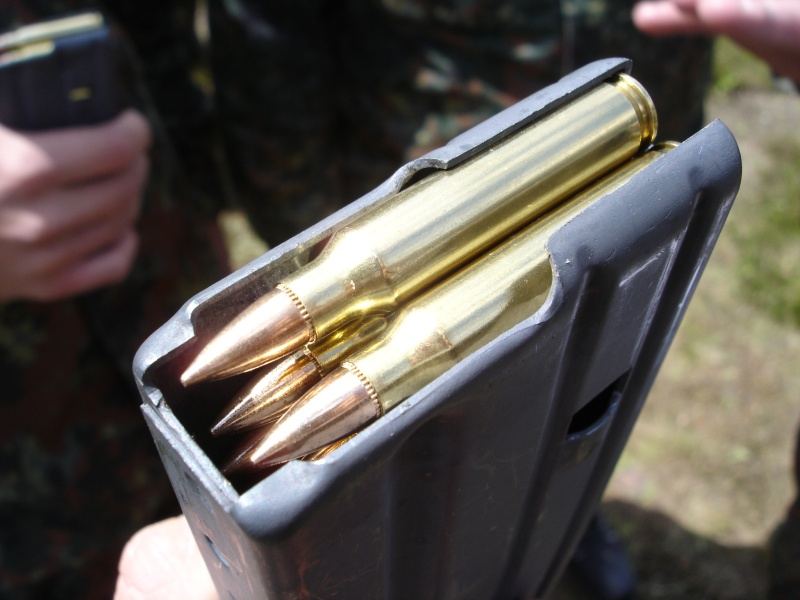
Заряджений STANAG магазин
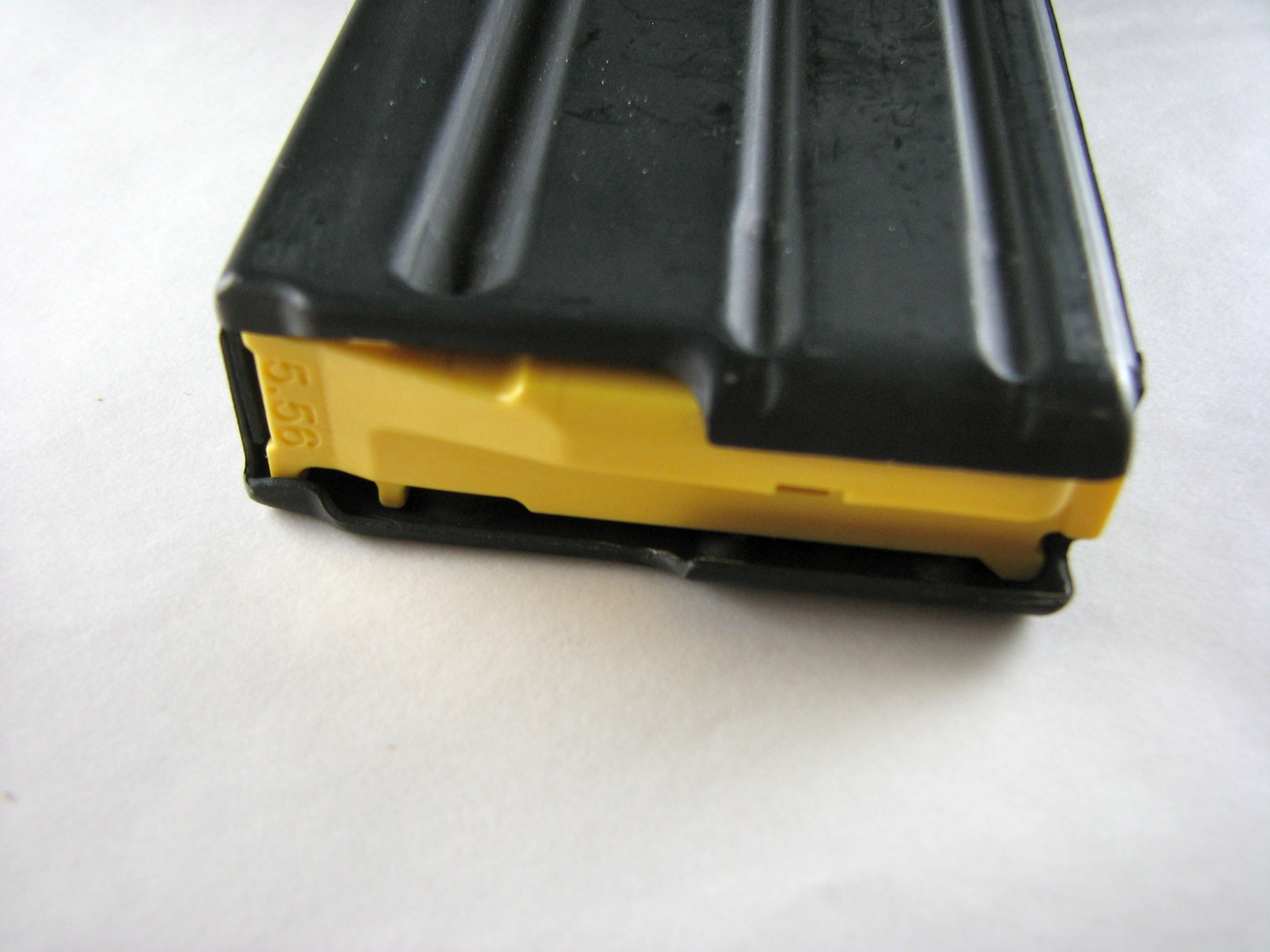
Напрямна STANAG магазина
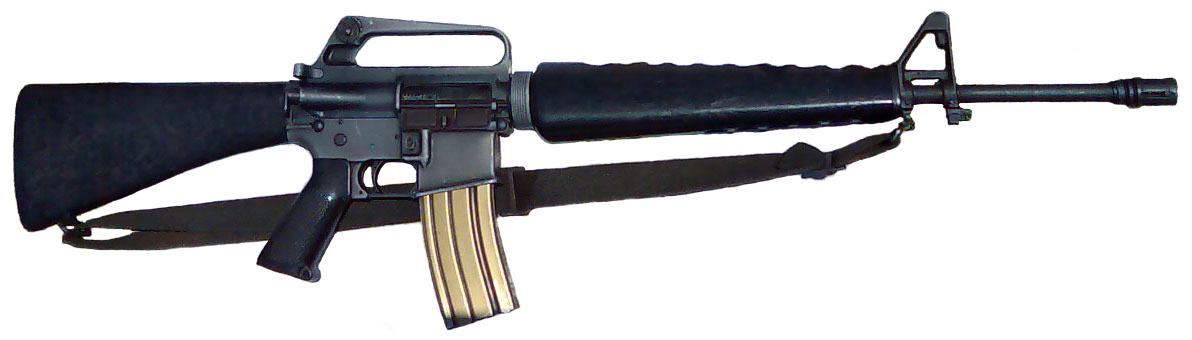
M16A1 з 30-ти зарядним круглим магазином
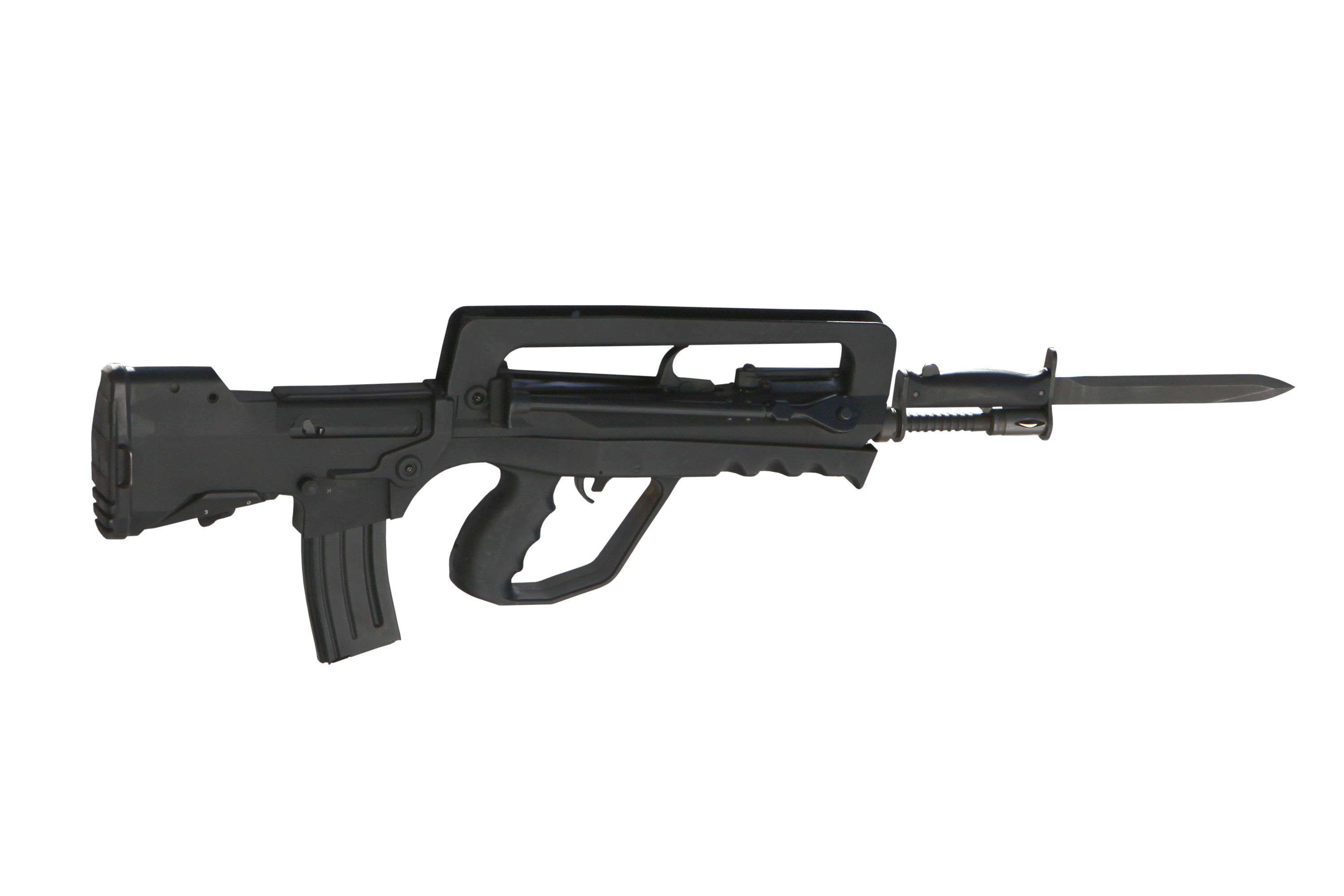
FAMAS G-2 з STANAG магазином
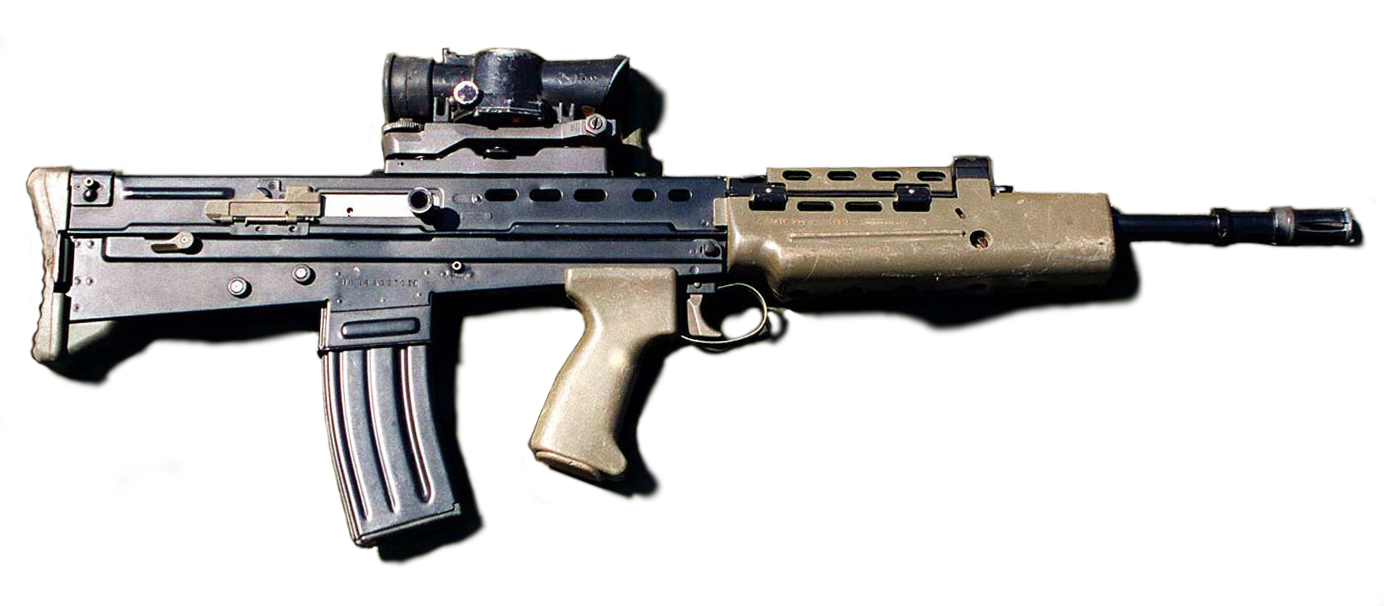
SA80 (варіант L85A1) з STANAG магазином
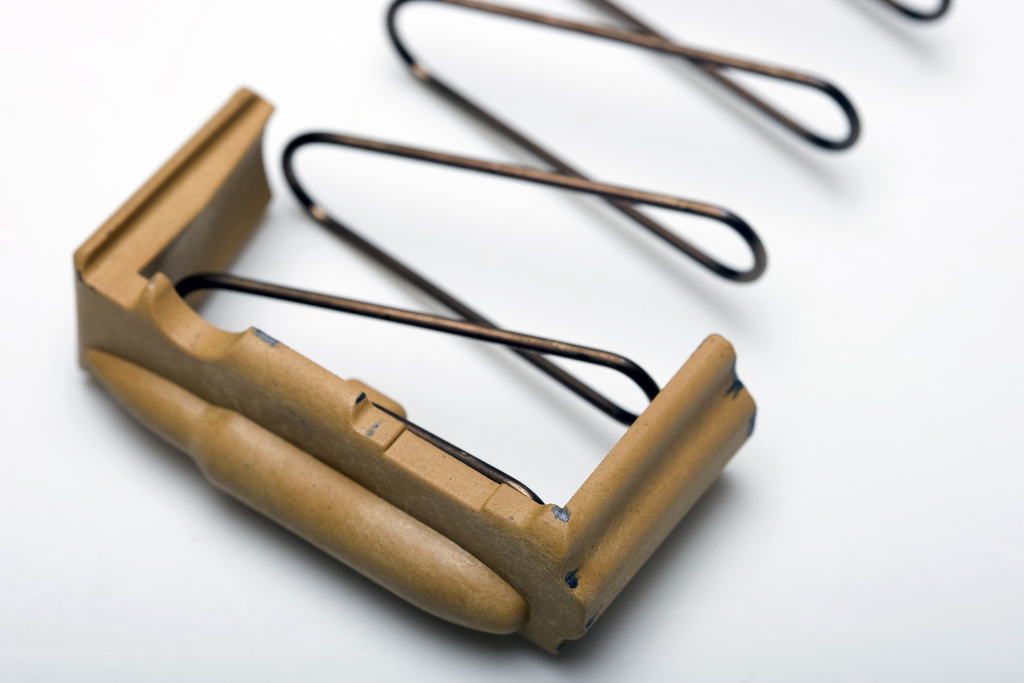
Покращена M16 напрямна магазина
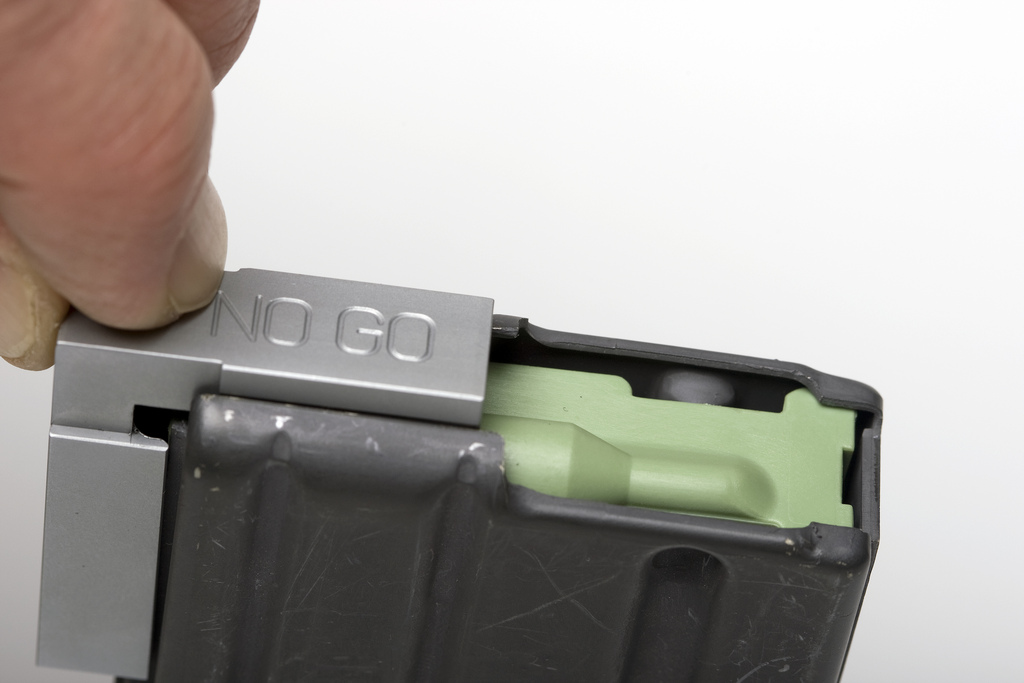
Інструмент для догляду за магазином
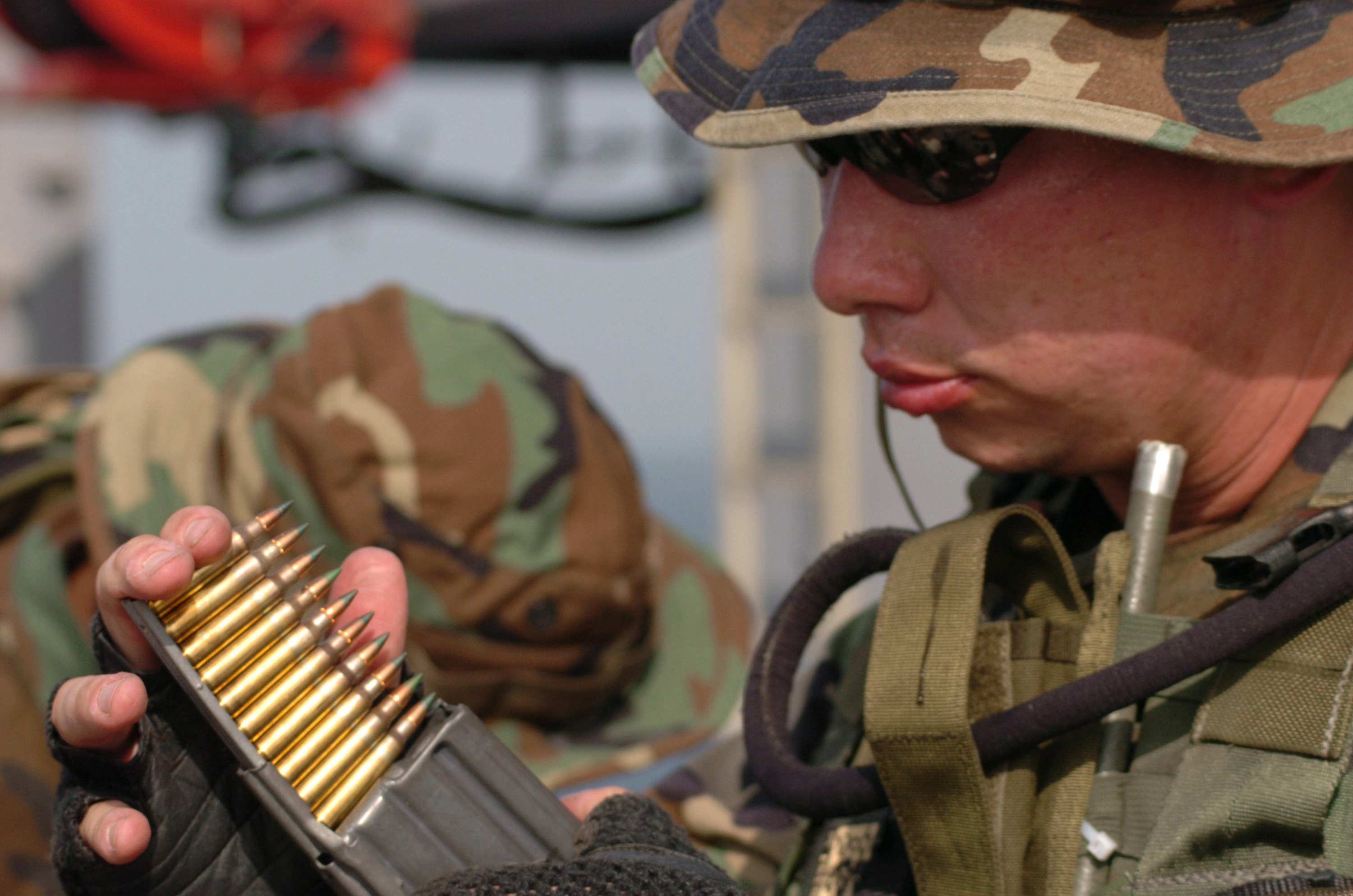
Заряджання магазина
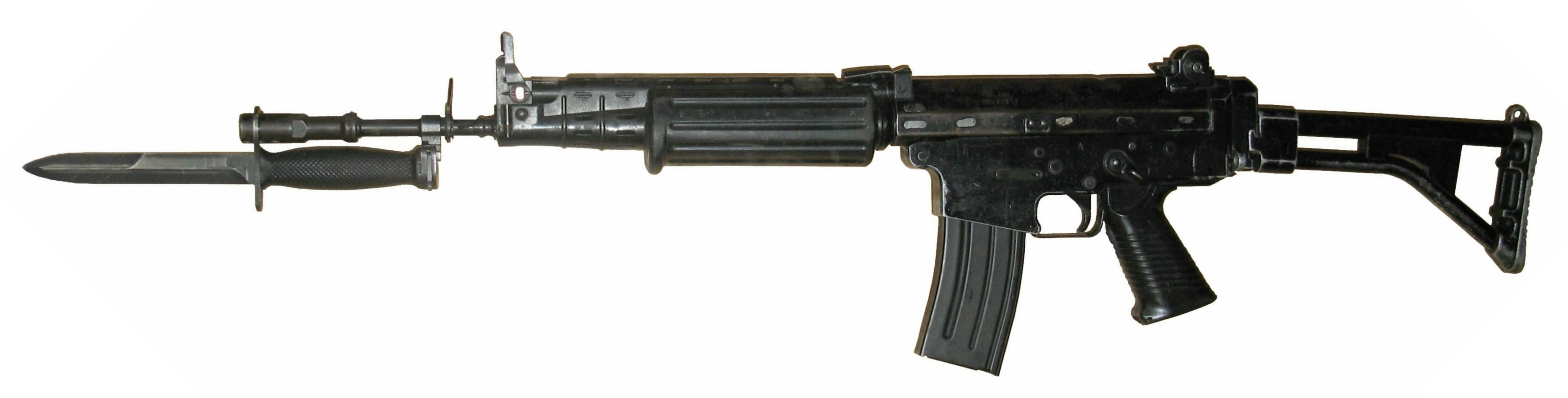
FN FNC з STANAG магазином
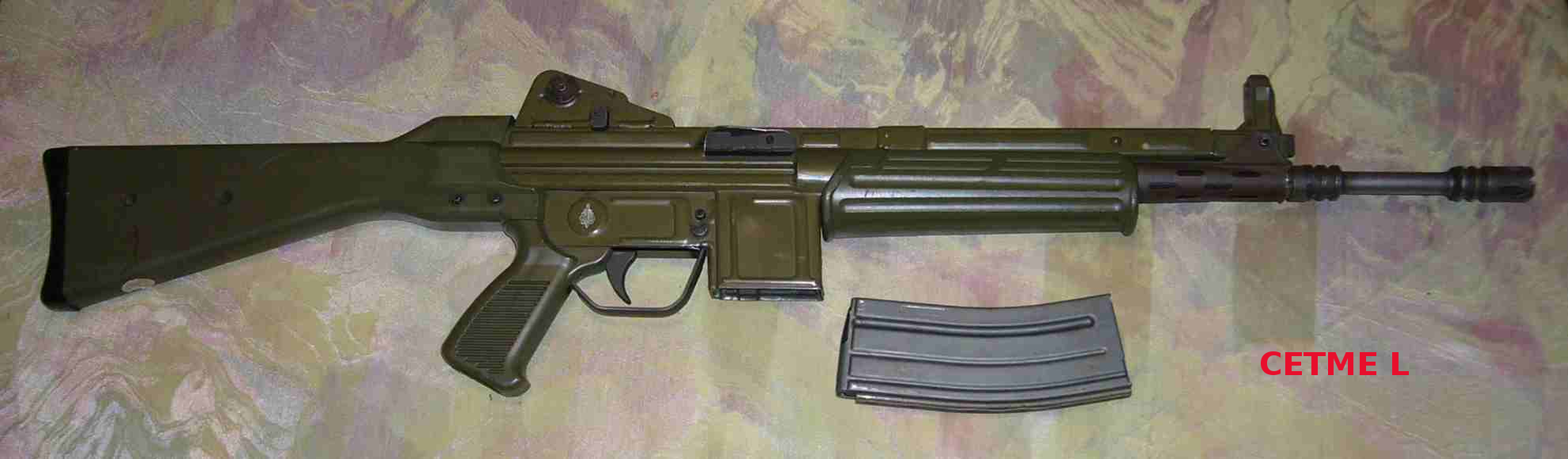
CETME L з STANAG магазином
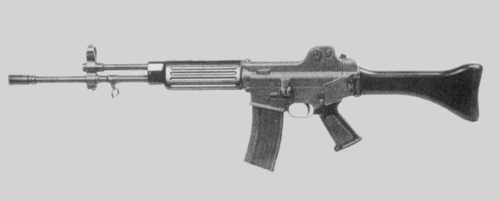
Daewoo K2 з STANAG магазином
Схема  STANAG Beta C магазина
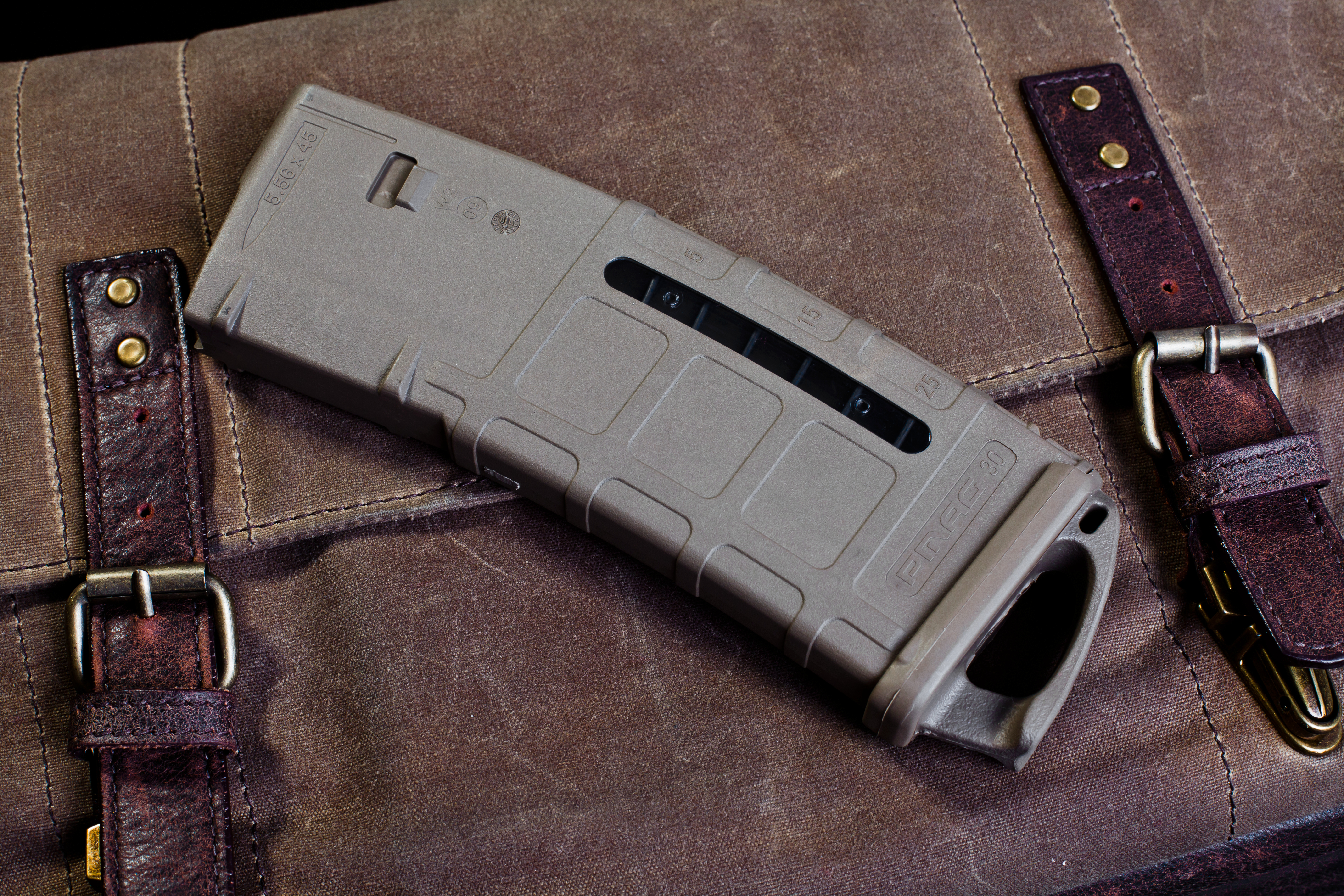
Magpul PMAG 30-ти зарядний круглий STANAG магазин
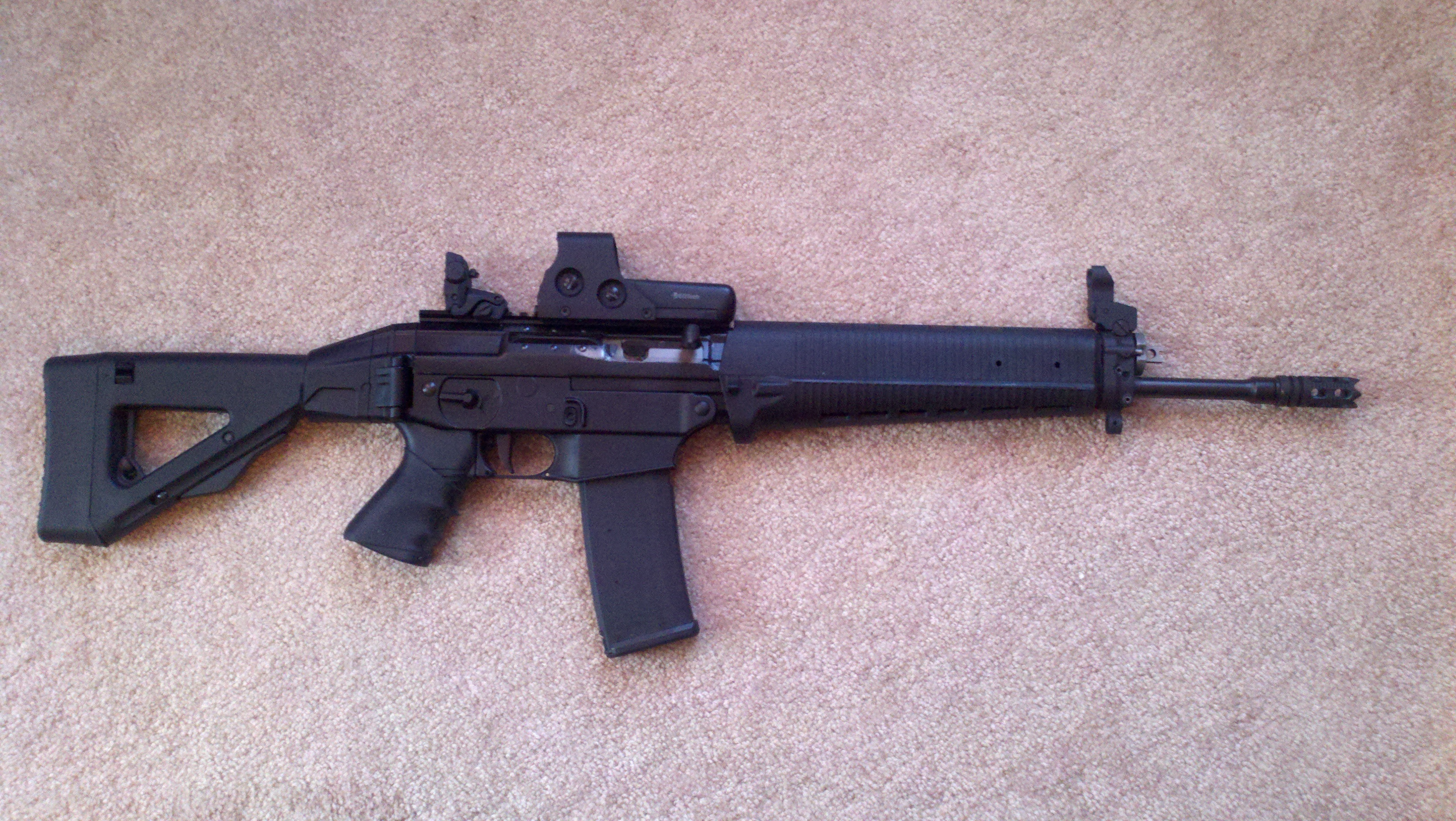
SIG 556 з STANAG магазином
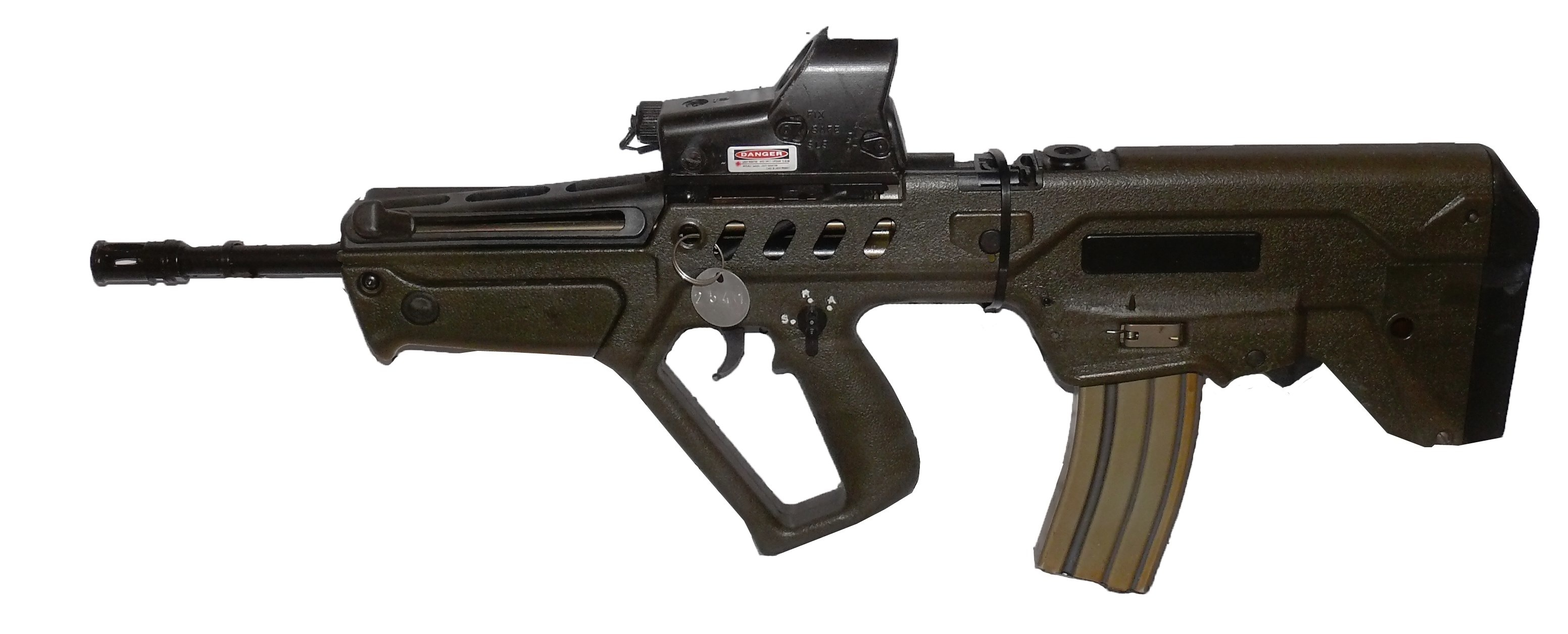
Tavor TAR-21 з STANAG магазином
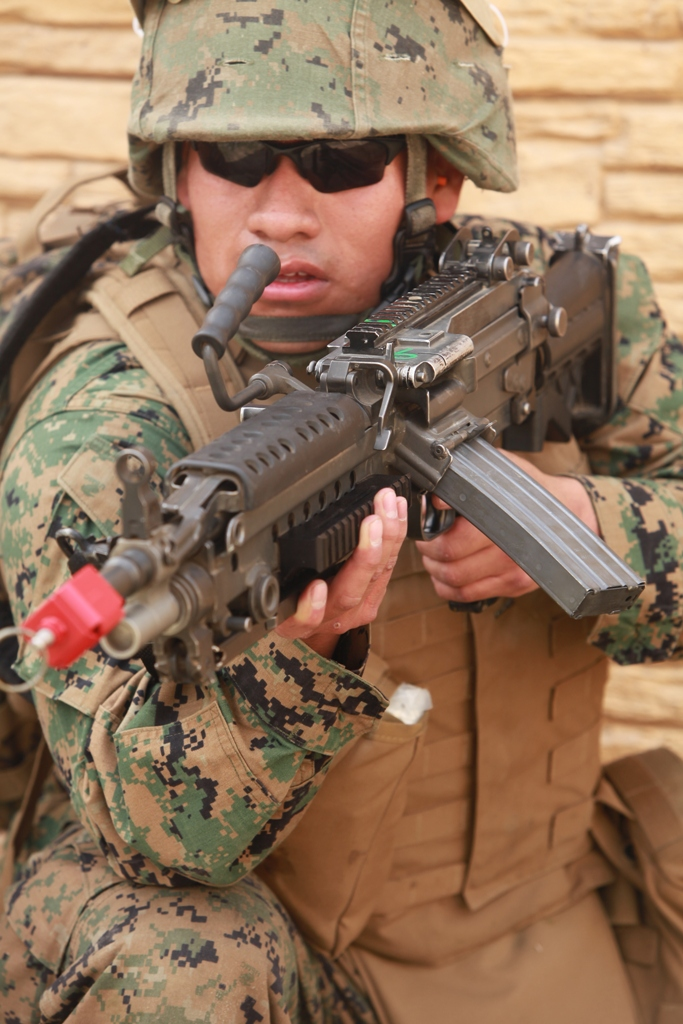
Морський піхотинець США озброєний  M249 з STANAG магазином